# Andreas Seidel-Morgenstern
Andreas Seidel-Morgenstern (* 9. August 1956 in Mittweida) ist ein deutscher Verfahrenstechniker. Er war Direktor am Max-Planck-Institut für Dynamik komplexer technischer Systeme in Magdeburg und Inhaber des Lehrstuhls für Chemische Verfahrenstechnik an der Otto-von-Guericke-Universität Magdeburg.

## Leben und Wirken
Andreas Seidel-Morgenstern studierte Verfahrenstechnik an der TH Leuna-Merseburg. 1987 erfolgte seine Promotion am Zentralinstitut für Physikalische Chemie der Akademie der Wissenschaften der DDR in Berlin. Von 1991 bis 1992 absolvierte er einen Forschungsaufenthalt an der University of Tennessee mit Forschungsstipendium des Wissenschaftsrates der NATO. Anschließend arbeitete er am Institut für Technische Chemie der TU Berlin, wo er sich 1994 habilitierte (Habilitationsstipendium der Deutschen Forschungsgemeinschaft).
1995 wurde er auf die Professur für Chemische Verfahrenstechnik an der Otto-von-Guericke-Universität Magdeburg berufen. 2005 und 2006 war er Dekan der dortigen Fakultät für Verfahrens- und Systemtechnik.
1998 wurde er zum auswärtigen wissenschaftlichen Mitglied der Max-Planck-Gesellschaft gewählt. Seit der Gründung des Max-Planck-Instituts für Dynamik komplexer technischer Systeme in Magdeburg im selben Jahr leitet er dort die Forschungsgruppe „Physikalisch-Chemische Grundlagen der Prozesstechnik“. 2002 wurde er zum wissenschaftlichen Mitglied der Max-Planck-Gesellschaft und Direktor am Max-Planck-Institut für Dynamik komplexer technischer Systeme Magdeburg berufen. Seit August 2024 ist er emeritiertes wissenschaftliches Mitglied des Instituts.

## Forschungsinteressen
(Quelle: Max-Planck-Institut Magdeburg)
- Neue Reaktorkonzepte
- Chromatographische Reaktoren
- Membranreaktoren
- Heterogene Katalyse
- Adsorption und Präparative Chromatographie
- Kristallisation
- Enantiomerentrennung[2]

## Funktionen und Mitgliedschaften (Auswahl)
- 1998–2002: Auswärtiges Wissenschaftliches Mitglied der Max-Planck-Gesellschaft
- seit 1998: Mitglied des Fachausschusses „Technische Reaktionen“ der Gesellschaft für Chemische Technik und Biotechnologie (DECHEMA)
- seit 1999: Mitglied der Otto-von-Guericke-Gesellschaft, Magdeburg
- seit 2001: Mitglied im Editorial Board des Journal of Chromatography A
- seit 2001: Kuratoriumsmitglied der Ernest-Solvay-Stiftung, Hannover (seit 2007 Vorsitz)
- seit 2005: Mitglied in den Kuratorien von Chemical Engineering & Technology und Chemie Ingenieurtechnik (Wiley-VCH Verlag)
- seit 2006: Mitglied der Working Party „Chemical Reaction Engineering“ der European Federation of Chemical Engineering
- seit 2007: Mitglied im Editorial Board des Chemical Engineering Journal (Elsevier Verlag)
- 2008–2014: Mitglied im Senatsausschuss für die Sonderforschungsbereiche der Deutschen Forschungsgemeinschaft
- seit 2010: Mitglied der Berlin-Brandenburgischen Akademie der Wissenschaften[1]
- seit 2010: Mitglied im Board of Directors der International Adsorption Society (IAS)
- seit 2012: Mitglied der Deutschen Akademie der Technikwissenschaften acatech[1]
- seit 2013: Mitglied im Editorial Board von Adsorption (Springer US)
- 2019–2022: Präsident der International Adsorption Society (IAS)[1][3]
- 2023: Internationales Mitglied der National Academy of Engineering der Vereinigten Staaten von Amerika[1]

## Auszeichnungen
- 1999: Max-Buchner-Preis (Dechema)[4]
- 2002: Otto-von-Guericke-Forschungspreis der Universität Magdeburg[5]
- 2008: Ehrendoktor der Technischen Universität Lappeenranta (Lappeenranta, Finnland)[6]
- 2012: Ehrendoktor der Syddansk Universitet (Odense, Dänemark)[7]
- 2015: Humanity in Science Award, gemeinsam mit Peter Seeberger, verliehen von Phenomenex und The Analytical Scientist[1][8]
- 2016: Emil Kirschbaum-Medaille
- 2021: Affordable Green Chemistry Award der American Chemical Society (ACS), gemeinsam mit Kerry Gilmore (University of Connecticut) und Peter Seeberger[1]
- 2024: Gruson-Ehrenplakette des Magdeburger Bezirksvereins des Vereins Deutscher Ingenieure (VDI)[9]